# Citamba
Citamba is een bestuurslaag in het regentschap Tasikmalaya van de provincie West-Java, Indonesië. Citamba telt 5569 inwoners (volkstelling 2010).